# Krishnarao Shankar Pandit
Krishnarao Shankar Pandit (n. 26 de julio de 1893–f. 22 de agosto de 1989 en Gwalior, Madhya Pradesh), fue un cantante, escritor y músico indio, considerado como una de las voces más destacadas de la música gharana de Gwalior. Además ha escrito y editado 8 libros de música y fue fundador de una academia de música llamado "Shankar gandharva Mahavidyalaya", fundada en 1914 en Gwalior. El gobierno de la India le concedió un reconocimiento bajo el título de "Padma Bhushan" en 1973, por su incursión de alto nivel en la música. También ha sido reconocido por los Premios "Sangeet Natak Akademi" en 1959 y por el "Premio Tansen", otorgado por el Gobierno de Madhya Pradesh en 1980.
Su formación musical lo inició al lado de su padre, similar a un dúo musical de padre e hijo llamado "Nathu Khan y Nissar Hussain Khan" y aprendió música de Khyal, Tappa, Tarana y Layakari, en cuanto a géneros musicales e interpretaciones vocales cuando tenía unos 11 años de edad. Comenzó su carrera a la edad de 14 años, como uno de los músicos de un grupo juvenil llamado "Durbar Gwalior". Seis años después, fue reconocido como músico del Estado por el Principado de Satara, más adelante regresó a Gwalior después de un año.
Pandit fue acreditado con el diseño del plan de estudios para la música vocal e instrumental, además fue tutor de muchos cantantes reconocidos, entre ellos sus dos hijos, Laxman Krishnarao Pandit y Chandrakant Pandit y su nieta Meeta Pandit. 
Krishnarao Pandit también estaba asociado con la "All India Radio" y "Doordarshan" como productor, falleció el 22 de agosto de 1989, a la edad de 96 años. Su vida ha sido documentada en una biografía titulada, Krishnarao Shankar Pandit, por un Doyen de Khayal, que fue llevado a cabo por el músico Neela Bhagwat. Otro libro, escrito por M. Chary también detalla la vida de Pandit.